# Xã Walnut, Quận Palo Alto, Iowa
Xã Walnut (tiếng Anh: Walnut Township) là một xã thuộc quận Palo Alto, tiểu bang Iowa, Hoa Kỳ. Năm 2010, dân số của xã này là 1.071 người.